# Tiberius Cavallo
Tiberius Cavallo (també dit Tiberio) va ser un metge i filòsof natural anglès d'origen ìtalià.

## Biografia
Va néixer a Nàpols on el seu pare era metge.
El 1771 es va traslladar a Londres amb la intenció de seguir una carrera mercantil, però es va fixar en la tasca científica i va fer moltes millores en instruments de mesura. Va ser membre de la Royal Society el 1779, i des de 1780 a 1792 va ser membre de la societat Bakerian Lecture.
Sovint es va citar a Cavallo com l'inventor de l'amplificador de Cavallo (Cavallo's multiplier), que era un aparell per amplificar la càrrega elèctrica petita fent-la observable i mesurable en un electroscopi. També treballà en el camp de la refrigeració, i la seva tasca influencià Jean-Pierre Blanchard. Publicà sobre el emperament musical.
Morí a Londres el 21 de desembre de 1809.

## Obres
Va publicar nombrosos treballs sobre la física, incloent:
- A Complete Treatise on Electricity (1777)
- Treatise on the Nature and Properties of Air and other permanently Elastic Fluids (1781)
- History and Practice of Aerostation (1785)
- Treatise on Magnetism (1787)
- Elements of Natural and Experimental Philosophy (1803)
- Theory and Practice of Medical Electricity (1780)
- Medical Properties of Factitious Air (1798).

Contribuí en la Rees's Cyclopaedia en els articles sobre l'electricitatricity, maquinària i mecànica.